# (6090) Áulide
(6090) Áulide es un asteroide que forma parte de los asteroides troyanos de Júpiter descubierto el 27 de febrero de 1989 por Henri Debehogne desde el Observatorio de La Silla, Chile.

## Designación y nombre
Designado provisionalmente como 1989 DJ. Debe su nombre a la ciudad portuaria de Áulide, donde los griegos embarcaron hacia Troya.

## Características orbitales
Áulide está situado a una distancia media del Sol de 5,309 ua, pudiendo alejarse hasta 5,616 ua y acercarse hasta 5,001 ua. Su excentricidad es 0,057 y la inclinación orbital 20,18 grados. Emplea 4468,18 días en completar una órbita alrededor del Sol.

## Características físicas
La magnitud absoluta de Áulide es 9,4. Tiene 59,568 km de diámetro y su albedo se estima en 0,087. 